# Onthophagus mokwamensis
Onthophagus mokwamensis es una especie de insecto del género Onthophagus, familia Scarabaeidae, orden Coleoptera.

## Historia
Fue descrita científicamente por Krikken & Huijbregts en 2012.